# Гродненское племпредприятие
Гродненское племпредприятие (бел. Гродзенскае племпрадпрыемства) — государственная сельскохозяйственная организация, специализирующаяся на селекции и генетике в животноводстве. Расположена в пос. Береговой, Гродненского района, Гродненской области, Республика Беларусь.

## История
В 1959 году при Василишковской опытной станции животноводства (приказ МСХ БССР № 161 от 20.03.1959 г.) образовалась Гродненская областная племенная станция по племенному делу и искусственному осеменению сельскохозяйственных животных. С этого времени было положено начало развитию племенного животноводства в БССР.
С 1960 года станция переведена в д. Гирдевка Щучинского р-на, Гродненской области. В настоящее время там расположен Щучинский филиал Гродненского племпредприятия.
11 ноября 1971 года племстанция переведена в г. Гродно, где располагалась в здании облсельхозуправления.
1973 год — областная станция по племенной работе упраздняется, а функции областной племенной службы переходят во вновь созданный Гродненский областной племтрест.
В 1983 году на базе облплемтреста создаётся Гродненское облплемживобъединение.
2 октября 1992 года Гродненское облплемживобъединение переименовывается в ОПСУП (областное производственное с/х унитарное предприятие) «Гродненское облплемпредприятие».
9 октября 2002 года предприятие переименовывается в РУСП «Гродненское племпредприятие».

## Структура племпредприятия
Головной офис расположен в 5-ти километрах от г. Гродно в п. Береговой. Функции — управление и координирование работы всех структурных подразделений. Генеральный директор — Каштелян Петр Збигневич. Назначен на должность 22 апреля 2004 года.
Щучинский филиал находится в д. Гирдевка, Щучинского р-на. Функции — содержание и разведение быков-производителей, племенных пород с целью получения высококачественной спермопродукции.
Центр селекции и генетики в свиноводстве расположен в д. Гирдевка, Щучинского р-на по соседству с филиалом. Функции — содержание и разведение хряков-производителей для получения и реализации спермы хряка.
Племотдел располагается в г. Гродно по ул. Советских Пограничников. Функции — координация и контроль племенной деятельности в хозяйствах Гродненской области.
Молочная лаборатория расположена в головном офисе. Функции — анализ молочных проб со всех хозяйств области с целью объективного анализа продуктивности животных, рождённых от быков-производителей племпредприятия, для последующей селекционной работы.
Пчелопитомник «Казимировка» находится в д. Казимировка, Вертелишковского сельсовета. Подразделение образовано в 2005 году, путём присоединения пчелопитомника к РУСП «Гродненское племпредприятие». Функции — содержание и разведение пчел Карпатской породы для получения и реализации меда и пчелопродукции.
Рыбопитомник «Коробчицы» — подразделение, специализирующееся на разведении и выращивании прудовой рыбы и рыбопосадочного материала.
Центры Селекции и Генетики (племстанции) располагаются в районных центрах Гродненской области. Функции — организация племенной работы в районе, ежемесячный компьютерный анализ состояния воспроизводства по каждому хозяйству, материальное обеспечение работ по осеменению и воспроизводству.

### Подведомственность организации
РУСП «Гродненское племпредприятие» было создано на основе ОПСУП «Гродненское племпредприятие» в соответствии с приказом Министерства сельского хозяйства и продовольствия РБ от 11 июля 2002 г. № 263 и зарегистрировано решением Гродненского Районного Исполнительного Комитета от 21 ноября 2002 г. № 766.
Полномочия собственника по отношению к имуществу предприятия осуществляет Министерство сельского хозяйства и продовольствия РБ, вышестоящим органом является ГО «Белплемживобъединение».
Все имущество племпредприятия находится в республиканской собственности Республики Беларусь и принадлежит предприятию на праве хозяйственного ведения.
РУСП «Гродненское племпредприятие» является хозрасчётной организацией и в настоящее время имеет в подчинении 12 подразделений, не выделяемых на отдельный баланс и работающих без права юридического лица. Все филиалы и структурные подразделения предприятия расположены в пределах Гродненской области.

## Деятельность племпредприятия
Как и все племпредприятия Беларуси основным видом деятельности Гродненского племпредприятия является производство, накопление глубокозамороженной спермы от высококлассных быков-производителей с последующей её реализацией сельскохозяйственным предприятиям всех форм собственности, а также на экспорт преимущественно в Российскую Федерацию и страны СНГ.
Ведение селекционно-племенной работы в животноводстве Гродненской области, создание высокопродуктивных селекционных стад в сельскохозяйственных организациях региона с целью улучшения породных и продуктивных качеств маточного поголовья.

## Щучинский филиал
Щучинский филиал — структурное подразделение, на территории которого находится основное производство племпредприятия. На филиале содержится 183 быка-производителя. Все быки-производители подвергаются геномной оценке по качеству потомства, для последующего присвоения сперме индекса племенной ценности. В зависимости от величины индекса племенной ценности зоотехники-селекционеры подбирают оптимальное семя для конкретного стада. Быки-производители содержатся в 3-х зданиях для содержания КРС. В 2015 году была проведена реконструкция части незадействованного здания, под элевер для содержания 50-ти голов быков.

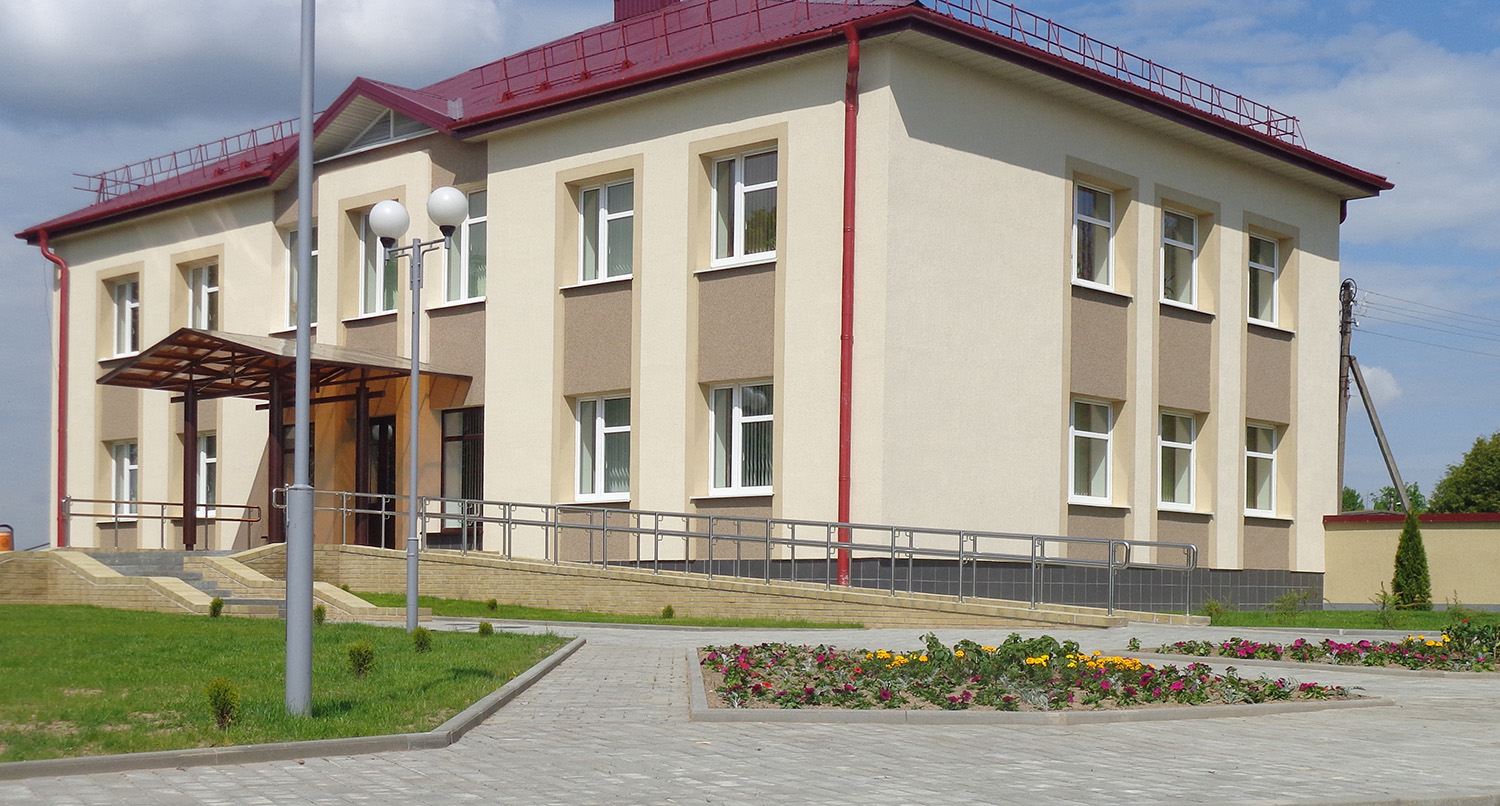
Административное здание Щучинского филиала РУСП «Гродненское племпредприятие» после реконструкции 2013 г.

В составе Щучинского филиала функционирует штатная лаборатория по контролю за качеством спермы. При взятии, сперма подвергается лабораторному контролю для определения качества. Некачественная сперма сразу же отбраковывается, а качественная фасуется в соломки и подвергается глубокому замораживанию в жидком азоте для возможности хранения и дальнейшей реализации. В настоящее время на филиале производится около 2 000 000 спермодоз в год, при реализации около 900 000 доз. В спермобанке находится 8 000 000 доз высокооцененной спермы быка, которая подвергается периодическому контролю со стороны лаборатории с последующей переоценкой. Часть спермы с течением времени выбраковывается, и признаётся негодной к реализации.

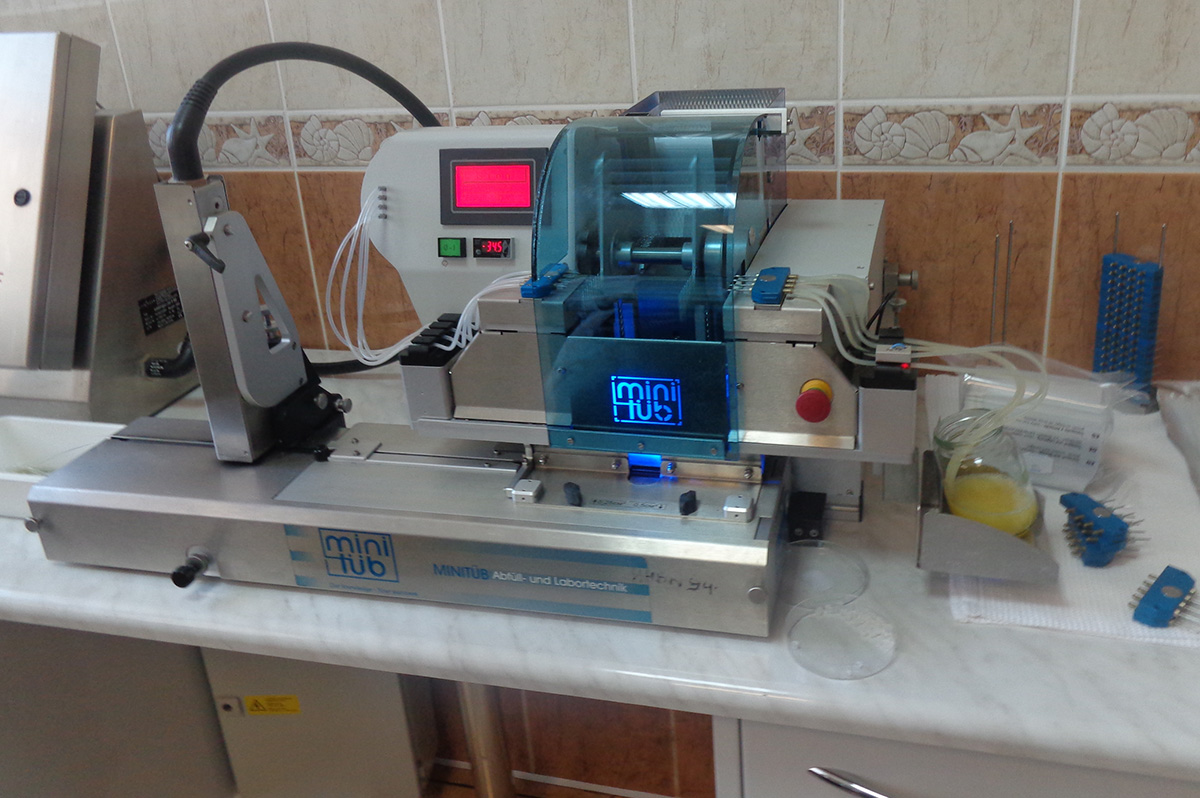
Аппарат для расфасовки спермы быков фирмы «МиниТюб»

Содержание быков-производителей подразумевает уход за животными, составление грамотного рациона питания, соблюдение технологии взятия спермы. В летнее время быки переводятся в летние лагеря на беспривязное содержание.
Штат филиала составляет 64 человека, из которых пятая часть — это квалифицированные специалисты различных сельскохозяйственных специальностей.
Для обеспечения кормами животных на балансе предприятия находится 339 пахотных земель на площадях которых выращиваются травы и зерновые. Данное количество земель позволяет полностью обеспечивать быков-производителей кормами собственного производства. Для обработки такого количества земли на филиале имеется свой автопарк, содержащий 17 единиц сельскохозяйственной автотехники, в том числе трактора, комбайны, погрузчики и пр.

## Центр селекции и генетики (ЦСГ) всвиноводстве
Центр создавался с целью кардинально изменить подходы в работе области селекции и генетики в свиноводстве в Гродненской область и в целом по Республике Беларусь. Следствием возникновения ЦСГ стало увеличение мощностей производства спермопродукции племенных хряков-производителей. Введён в эксплуатацию 01 декабря 2006 года. Расположен неподалёку от Щучинского филиала.
Поголовье хряков-производителей составляет 241 голову (по данным на 01.08.2016 г.), что позволяет производить около 430 000 спермодоз ежегодно.
Численность работников, занятых управлением, координированием, а также обслуживанием животных составляет 33 человека.
На предприятии установлено новейшее оборудование ведущих мировых производителей, позволяющее практически полностью автоматизировать процесс взятия и фасовки спермы, что сводит к минимуму человеческий фактор при проведении технологических процессов.

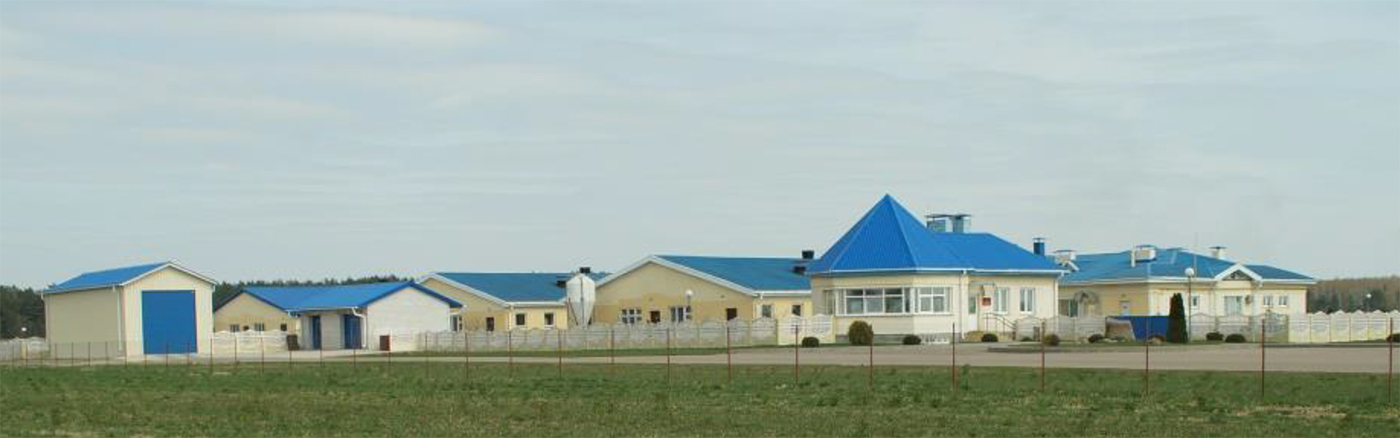
Вид на Центр Селекции и Генетики в свиноводстве РУСП «Гродненское племпредприятие»

### Основные функции Центра селекции и генетики в свиноводстве
- обеспечение поставки спермы хряков в хозяйства Гродненской области и Республики Беларусь;
- проведение постоянной работы по комплектованию хряками-производителями планируемых пород с высоким генетическим потенциалом, организация подготовки их к использованию и реализации спермопродукции;
- оказание помощи хозяйствам в приобретении необходимых при осеменении расходных материалов, инструментария, инструкций и рекомендаций;
- совместно с отделом по племенной работе предприятия производит участие в разработке и осуществлении программ интенсивного разведения пород свиней в хозяйствах области, участие в рассмотрении результатов работы по искусственному осеменению свиней, внедрении передового опыта и повышению эффективности работы.

### Производственно-техническая оснащённость Центра селекции и генетики в свиноводстве
- производственная база (3 животноводческих помещения на 288 голов общей площадью 4 200 м² (два — 2006 г. постройки, третье — 2012 г.), карантинное помещение 256,5м² на 21 голову 2008 г., котельная);
- лабораторный корпус 346,8м², пункт реализации спермы 73,2м².
- 5 единиц автомобилей, в том числе 4 спецавтомобилей, оборудованных для доставки спермы хряков-производителей в хозяйства).

## Племотдел
Организует и ведёт племенную работу в хозяйствах области. Осуществляет контроль над воспроизводством маточного поголовья с ежемесячным подведением итогов в животноводстве.
В одном здании с племотделом также расположены Компьютерная группа и Центр селекции и генетики Гродненского р-на.
Функции компьютерной группы — обработка и анализ данных племенного учёта; программное сопровождение и централизованное обслуживание 107 точек по области (хозяйства и РПС), в том числе для 37 хозяйств осуществление обработки данных племенного учёта; анализ данных по оценке быков — производителей по качеству потомства; обучение кадров хозяйств использованию компьютеров в племенной работе.
ЦСГ Гродненского района занимается организацией племенной работы в районе. Проводит ежемесячный компьютерный анализ состояния воспроизводства по каждому хозяйству. Организует материальное обеспечение работ по осеменению и воспроизводству. Организационная работа по племенному делу проводится по планам, согласованным с управлением сельского хозяйства с ежемесячным подведением итогов со специалистами хозяйств.

## Молочная лаборатория

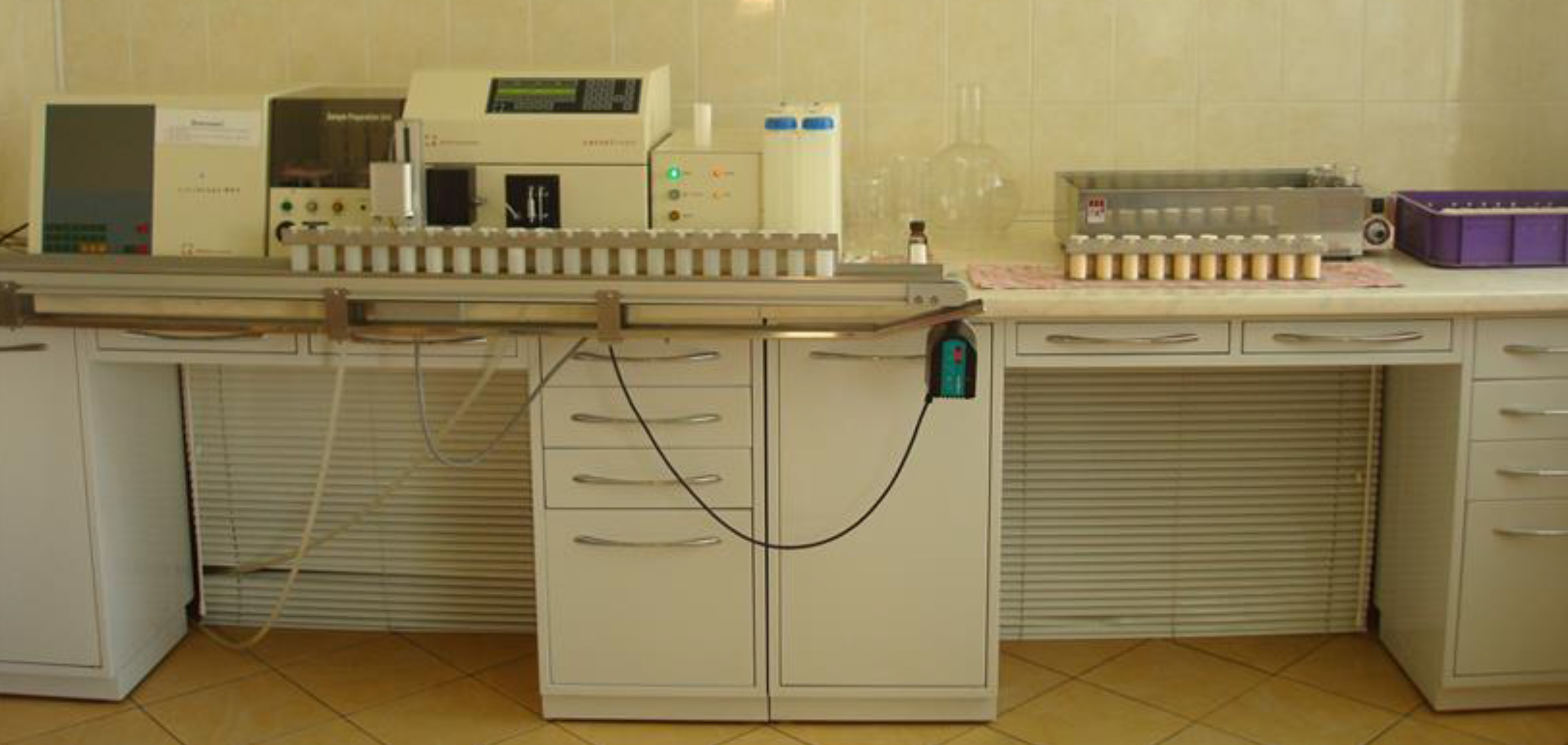
Прибор для определения качественных показателей молока.

Функционирует для определения качественных показателей молока от коров с хозяйств Гродненской области.

## Рыбопитомник
Гродненский рыбопитомник «Коробчицы» расположен в двух километрах от г. Гродна в п. Коробчицы. Основной вид деятельности рыбного хозяйства — это разведение и выращивание товарной рыбы карпа, амура, толстолобика и рыбосадочного материала.
В состав рыбопитомника входит 13 прудов, площадью 56,1га. Общая площадь территории подразделения 78,1га.
Штат рыбопитомника состоит из 4-х рыбоводов, обслуживающих все пруды. Среднегодовое производство рыбы составляет около 30-ти тонн.

## Пчелопитомник
Расположен в 10 километрах от областного центра Гродно на базе расформированного пчелопитомника, основанного в советские времена. Убыточный пчелопитомник был передан на баланс Гродненского племпредприятия в 2006 году вместе с остатками пчелосемей и пчеловодческого инветаря. На сегодняшний день на пчелопитомнике содержится 200 пчелосемей Карпатской породы, завезённой из г. Мукачево, производящих в среднем по 20 кг мёда ежегодно.
Для содержания и обслуживания пчелосемей в организации работает три пчеловода. В весенне-летний сезон время пчёлы вывозятся с территории пчелопитомника на поля с цветущими травяными и зерновыми культурами для получения и производства меда.

## Производственный отдел
Организация материального обеспечения предприятия, реализация различных проектов, связанных с модернизированием основного производства и вспомогательных процессов. Организация содержания и обслуживания транспортного парка, зданий и сооружений, территории всех подразделений племпредприятия. Координация логистики. Контроль за строящимися объектами. Контроль за деятельностью в области охраны окружающей среды. Иная инжиниринговая деятельность.